# Heterothele decemnotata
Heterothele decemnotata är en spindelart som först beskrevs av Simon 1891.  Heterothele decemnotata ingår i släktet Heterothele och familjen fågelspindlar.
Artens utbredningsområde är Kongo. Inga underarter finns listade i Catalogue of Life.